# Гернай, Полин
Полин Гернай (фр. Pauline Gernaey, родилась 5 апреля 2002 года) — бельгийская регбистка, игрок клуба «Гент» и женской сборной Бельгии по регби-7.

## Биография
Игрок клуба «Гент». В составе юниорской сборной до 18 лет участвовала в чемпионате Европы 2019 года. В составе взрослой сборной Бельгии по регби-7 Гернай выступает в рамках программы Be Gold, нацеленной на подготовку спортсменок к участию в Олимпийских играх 2024 и 2028 годов.
В 2021 году Полин Гернай выступила на этапе чемпионата Европы в Москве.
В составе бельгийской сборной Гернай выступила на этапе Мировой серии сезона 2021/2022, проходившем с 21 по 23 января 2022 года в Малаге. В игре 21 января 2022 года против Австралии на 3-й минуте Гернай занесла историческую первую попытку бельгийской сборной в Мировой серии (итоговый счёт 5:40 в пользу Австралии). Всего сыграла 5 матчей на турнире.